# 921
Évszázadok: 9. század – 10. század – 11. század
Évtizedek: 870-es évek – 880-as évek – 890-es évek – 900-as évek – 910-es évek – 920-as évek – 930-as évek – 940-es évek – 950-es évek – 960-as évek – 970-es évek
Évek: 916 – 917 – 918 – 919 –  920 – 921 – 922 – 923 – 924 – 925 – 926

## Események

### Európa
- Az észak-itáliai nemesség (többek között a király veje, Adalbert ivreai őrgróf és Lambert milánói érsek) fellázad Berengár király ellen és a felső-burgundiai II. Rudolfnak ajánlják fel a koronát. Berengár szövetségeseitől, a magyaroktól kér segítséget, akik Dursák és Bogát vezetésével sereget küldenek Itáliába. A magyarok meglepik és körbeveszik a Brescia mellett gyülekező lázadó hadsereget, amelynek nagy részét foglyul ejtik (Adalbert egy közkatona ruháját veszi fel és így olcsón kiváltja magát a fogságból).
- A kalandozó magyarok megölik I. Vratislav cseh fejedelmet. Utóda fia, a 13 éves Vencel, apai nagyanyja, Ludmila régenssége mellett. Ludmila és Vencel anyja, Drahomíra hamarosan konfliktusba keveredik (anyja szerint Ludmila inkább papot nevel a fiából, mint fejedelmet) ami annyira elmérgesedik, hogy szeptemberben Drahomíra két emberével meggyilkoltatja Ludmilát.
- Simeon bolgár cár sereggel vonul Konstantinápoly ellen, miután I. Rómanosz előző évi megkoronázását követően elvesztette esélyét a bizánci császári címre. Nikolaosz Müsztikosz pátriárka ajánlatát (miszerint házasítsa össze valamelyik gyerekét Rómanosz gyerekeivel) elutasítja és a pégaiószi csatában legyőzi a bizánci haderőt.
- Rómanosz császár egy száműzött szerb herceget, Zahariját küldi a bolgárbarát szerb fejedelem, Pavle Branović ellen. Pavle legyőzi és foglyul ejti Zahariját és elküldi Simeon cárnak. A bizánciaknak azonban mégis sikerül lefizetniük Pavlét, aki fellázad. Az Adrianopoliszt ostromló Simeon Zahariját küldi ellene, aki immár bolgár szövetségben legyőzi Pavlét.
- Madarász Henrik német király legyőzi a lázadó, magát királynak kikiáltó Gonosz Arnulf bajor herceget és ostrom alá veszi székhelyét, Regensburgot. Arnulf megadja magát, lemond a koronáról, cserébe jelentős autonómiát (invesztitúrajogot és pénzverési jogot) kap Bajorországban.
- Madarász Henrik novemberben a Rajna közepén, egy hajón megköti a bonni szerződést Együgyű Károly nyugati frank királlyal, amelyben tisztázzák az országaik közötti határt.
- I. Landulf beneventói herceg támogatásával felkelés kezdődik Dél-Itáliában a bizánci uralom ellen.

### Abbászida Kalifátus
- Al-Muktadir kalifa követséget küld a volgai bolgárok királyához, Almishoz, amelynek tagja Ahmad ibn Fadlán utazó és geográfus is.
- Egyiptomban Munisz al-Muzaffar hajóhadával visszafoglalja a Fátimidáktól Alexandriát, míg seregével blokád alatt tartja őket a Fajjúm-oázisban. A fátimida sereg vezére, al-Kaim trónörökös belátja vereségét és nehéz felszerelését hátrahagyva, a sivatagon át Kirenaikába menekül.

### Észak-Afrika
- Abdalláh al-Mahdí fátimida kalifa az elkészült új fővárosba, Mahdíjába helyezi át a székhelyét.
- Maszala ibn Habusz fátimida hadvezér elfoglalja a marokkói Fezt, foglyul ejti és lemondatja a vazallus IV. Jahjá emírt és berber kormányzót nevez ki az emirátus élére.

## Születések
- február 21. – Abe no Szeimei, japán asztrológus
- I. Edmund, angolszász király

## Halálozások
- február 13. – I. Vratislav, cseh fejedelem
- szeptember 15. – Ludmila, cseh fejedelemné
- Elvira Menéndez, II. Ordoño leóni király felesége
- Ragnall ua Ímair, yorki viking király
- Richárd, burgundiai herceg